# Marc Cortés i Ricart
Marc Cortés i Ricart (Barcelona, 7 d'agost del 1974) és expert en desenvolupament de negoci i màrqueting digital. Llicenciat en dret i MBA per ESADE, és soci-director i director general de RocaSalvatella, consultora especialitzada en la transformació digital dels negocis. Compagina l'activitat professional amb la docència, al departament de màrqueting d'ESADE, on fa classes de màrqueting i negoci digital en diversos programes MBA i Executive Education. Ha treballat a "la Caixa", participant en el desenvolupament d'activitat a Internet, i anteriorment va fer consultoria estratègica a Accenture. El 2009 va publicar el llibre Iníciate en el Marketing 2.0 sobre l'ús dels nous mitjans en línia en el màrqueting relacional, i el mateix any Nanobloging, el primer llibre en castellà dedicat a aquests espais de comunicació. Escriu d'aquests temes al seu blog, i de la seva passió per l'esport en un altre blog. Va ser un dels impulsors de les trobades de piuladors catalans Cava&Twitts.